# Nima Nakisa
Nima Nakisa (persa: نیما نکیسا)  (Teheran, 1 de maig de 1975) fou un futbolista iranià de la dècada de 1990.
Fou internacional amb la selecció de futbol de l'Iran amb la qual participà a la Copa del Món de futbol de 1998. Pel que fa als clubs destacà a Persepolis, Flamurtari Vlorë (Albània), AO Kavala (Grècia) i Pas Teheran.